# Андроновка (станция МЦК)
Андро́новка — остановочный пункт Малого кольца Московской железной дороги, обслуживающий маршрут городского электропоезда — Московское центральное кольцо. Расположен в северной горловине одноимённой станции, по которой и получил название. Станция, в свою очередь, названа в честь деревни Андроновка, располагавшейся в двух километрах к западу, около Спасо-Андроникова монастыря, у платформы Серп и Молот и станции метро «Площадь Ильича». Открыт 10 сентября 2016 года с началом пассажирского движения электропоездов МЦК.

## Расположение и пересадки
Находится в северной горловине одноимённой станции, к северу от путепровода Казанского / Рязанского направления МЖД (в то время как основные парки станции Андроновка расположены к югу от него); неподалёку от платформы Андроновка; между проездом Фрезер и 2-й улицей Энтузиастов.
Имеет уличную пересадку на железнодорожную платформу Андроновка пригородных электропоездов Казанского и Рязанского направлений МЖД. Парк станции МЦК Андроновка ранее назвался парком Перово III.

## Технические характеристики
Имеет две платформы: боковую, на которой останавливаются электропоезда, следующие по часовой стрелке, и островную — для поездов следующих против часовой стрелки в сторону станции Измайлово. Из вестибюля на платформы ведёт эскалаторный спуск и лестничный марш. Вестибюль находится в южной её части, на пешеходном мосту через пути. Выходы с моста в двух направлениях — к остановочному пункту Андроновка и проезду Фрезер, а также в направлении 2-й улицы Энтузиастов.
Является конечной для некоторых поездов, уходящих днём и на ночь в парк отстоя, расположенный на территории станции Андроновка.

## Галерея
| - Вид в южном направлении - Вид в северном направлении - Лестницы на платформы - Отстой поездов «Ласточка» в межпиковые часы в парке на станции Андроновка. Декабрь 2018 года |

## Пассажиропоток
Из 31 станции МЦК Андроновка занимает 20-е место по популярности. В 2017 году средний пассажиропоток составил 13 тыс. чел. в день и 396 тыс. чел. в месяц. Для некоторых поездов эта станция является конечной.

## Наземный общественный транспорт
На этой станции можно пересесть на следующие маршруты городского пассажирского транспорта:
- Автобусы: 624, с679